# Poelaertplein

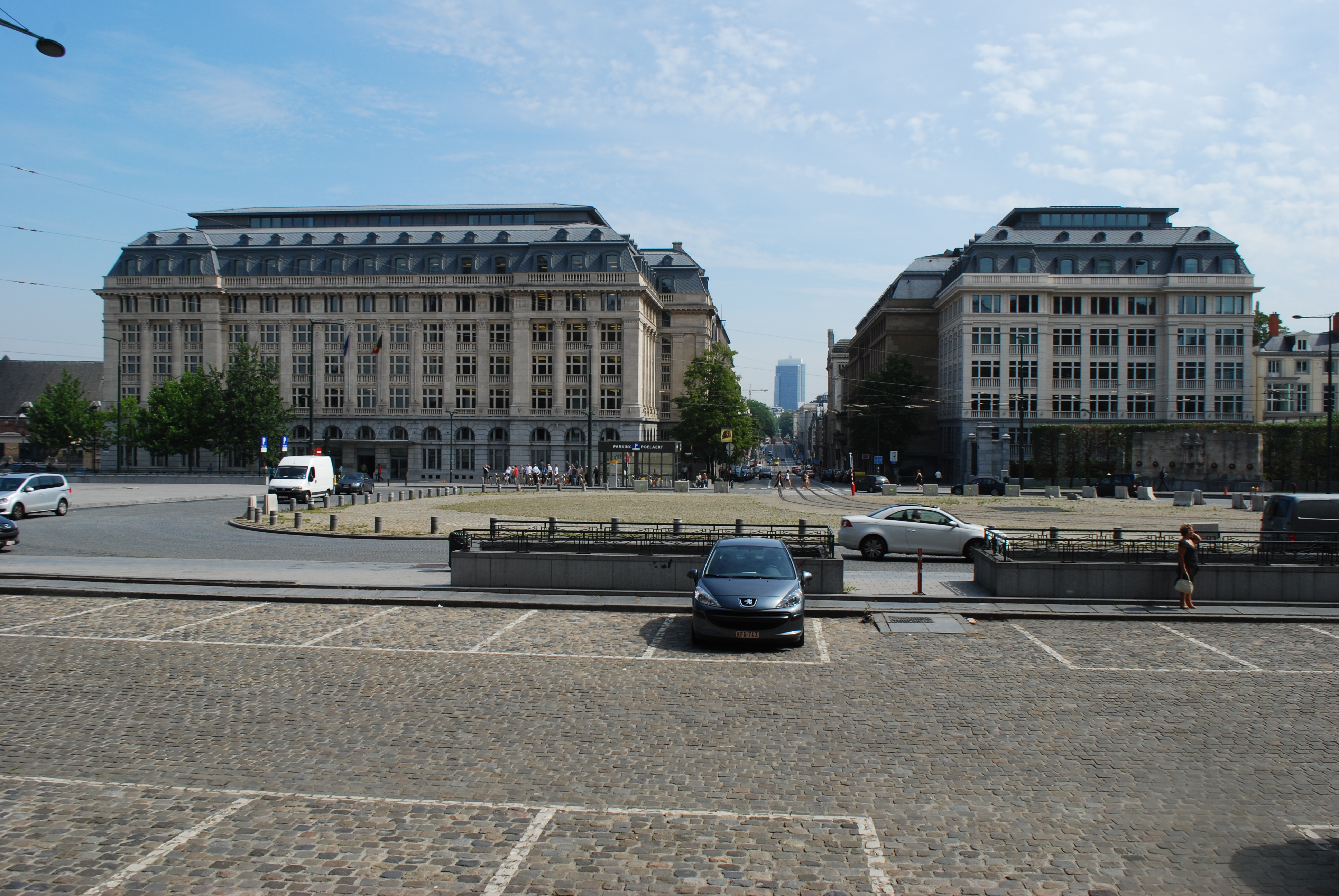
Poelaertplein met links het hotel « La Régence », van architect Ernest Jaspar, 1928-1929.

Het Poelaertplein (Frans: Place Poelaert) is een plein in het centrum van Brussel, België, dicht bij het Louizaplein en de Kleine Ring. Het meet 150 bij 50 meter — een oppervlakte van 0,75 ha — en is daarmee het grootste plein van de stad. Het wordt gedomineerd door het Justitiepaleis en werd vernoemd naar de architect ervan, Joseph Poelaert. Voor de aanleg van het plein werd een groot stuk van het voormalige park en de tuinen van het Hof van Merode afgesneden. De ligging op de Galgenberg, in de Brusselse bovenstad, biedt een breed panorama over de Brusselse benedenstad en gemeenten in het noordwesten als Koekelberg en Laken. Andreas Vesalius zou volgens sommige bronnen er lichamen van terechtgestelden zijn gaan ophalen voor zijn anatomisch onderzoek.

## Oorlogsmonumenten
Op het plein bevinden zich twee oorlogsmonumenten:
- Belgisch Nationaal Infanteriemonument
- Brits oorlogsmonument